# Distretto di Alag-Ėrdėnė
Il distretto di Alag-Ėrdėnė è uno dei ventitré distretti (sum) in cui è suddivisa la provincia del Hôvsgôl, in Mongolia. Conta una popolazione di 2.980 abitanti (censimento 2009).